# Comuna Păpușoi, Cetatea Albă
Păpușoi (în ucraineană Бритівка, transliterat: Brîtivka) este o comună în raionul Cetatea Albă, regiunea Odesa, Ucraina, formată din satele Beni, Cerchez, Păpușoi (reședința), și Vîhon.

## Demografie
Componența lingvistică a comunei Păpușoi
     Ucraineană (82,53%)
     Rusă (16,24%)
     Alte limbi (1,08%)
Conform recensământului din 2001, majoritatea populației comunei Păpușoi era vorbitoare de ucraineană (82,53%), existând în minoritate și vorbitori de rusă (16,24%).